# グゼッラ
グゼッラ（グゼラとも。イタリア語でGusella）は1929年にミラノで創業した子供靴の会社。またはそのブランド名。
子供靴の製造販売が主な事業内容だが、最近では、大人用の靴、子供のアクセサリー、子供服等の製品も製造している。
市場を世界に拡大しており、日本においても2008年12月より販売が開始された。

## 歴史
1929年、Dino Gusellaが18歳で手作りの子供靴の店をミラノに開いたのが始まり。
現在は、その孫のAndrea及びMarcoが経営をしている。
イタリアでは上流階級の子供の多くが、最初に履く靴として有名。
かつてモナコ公国のレーニエ公とグレース王妃は、子供のカロリーナとアルベルトのためにグゼラの靴を購入した。

## グゼッラ社の靴の特徴
歩き始めたばかりの子供向けの靴には整形外科学的機能が施されている。O脚や偏平足などに対して、自然の矯正機能を持っているとの整形外科医による評価がイタリアではある。実際、イタリアの店舗では、整形外科医のアドバイスを行なっている。